# Archaeotinodes uncinatus
Archaeotinodes uncinatus is een fossiele soort schietmot uit de familie Ecnomidae.